# Qasem Burhan
Qasem Burhan (Dacar, 15 de dezembro, 1985) é um jogador de futebol senegalês naturalizado catariano que atua como goleiro. Atualmente, joga pelo Al-Gharafa.

## Carreira
Ele é o goleiro da seleção do Qatar de Futebol. Geralmente é o titular no gol, tendo mais de 40 partidas disputadas pela seleção. Fez parte do elenco na Copa da Ásia de 2004 como reserva e 2011 como titular. Ele representou a Seleção Qatariana de Futebol na Copa da Ásia de 2015.

## Títulos
Al-Khor
- Copa Sheikh Jassem: 2003
- Copa da Coroa do Príncipe do Qatar: 2005

 Al Rayyan
- Liga do Qatar: 2008-09, 2009-10
- Copa Emir: 2006

 Al-Gharafa
- Liga do Qatar: 2008-09, 2009-10
- Copa Emir: 2009, 2012